# Amherst (Maine)
Amherst és una població dels Estats Units a l'estat de Maine (EUA). Segons el cens del 2000 tenia 230 habitants.

## Demografia
Segons el cens del 2000, Amherst tenia 230 habitants, 107 habitatges, i 60 famílies. La densitat de població era de 2,3 habitants per km².
Dels 107 habitatges en un 23,4% hi vivien nens de menys de 18 anys, en un 49,5% hi vivien parelles casades, en un 1,9% dones solteres, i en un 43% no eren unitats familiars. En el 33,6% dels habitatges hi vivien persones soles el 5,6% de les quals corresponia a persones de 65 anys o més que vivien soles. El nombre mitjà de persones vivint en cada habitatge era de 2,15 i el nombre mitjà de persones que vivien en cada família era de 2,77.
Per edats la població es repartia de la següent manera: un 20% tenia menys de 18 anys, un 2,6% entre 18 i 24, un 30,9% entre 25 i 44, un 34,8% de 45 a 60 i un 11,7% 65 anys o més.
L'edat mediana era de 43 anys. Per cada 100 dones de 18 o més anys hi havia 142,1 homes.
La renda mediana per habitatge era de 26.042 $ i la renda mediana per família de 30.833 $. Els homes tenien una renda mediana de 27.917 $ mentre que les dones 21.750 $. La renda per capita de la població era de 16.548 $. Entorn del 8,1% de les famílies i el 14,9% de la població estaven per davall del llindar de pobresa.